# سوبک‌امساف (ملکه)
| sbk | m | V16 · f |

| sbk | m | V16 · f |

سوبک‌اِمساف یا سوبک‌اِم‌ساف (انگلیسی: Sobekemsaf؛ به مصری باستان: sbk-m-z3=f) ملکه‌ای از مصر باستان در اواخر دوران حکمرانی دودمان هفدهم مصر بود.
خانواده
او همسر فرعون اینتف هفتم و خواهر یک فرعون ناشناخته بود، که احتمالاً اینتف هشتم، سوبک‌امساف دوم یا تائو یکم باشد.
نام او («سوبک نگهدار اوست») به‌طور دستوری مذکر است. گرچه نسخه مؤنث نام (sbk-m-z3=s) وجود داشت، اما در تمام منابع، ملکه با نام سوبک‌امساف ذکر شده است، بنابراین این اشتباه از طرف کاتب نبوده است، بلکه احتمالاً او به‌نام یک جد خود نام‌گذاری شده بود. استفاده از نام‌های مردانه برای زنان در دورهٔ دوره میان‌دوره‌ای دوم چندان نادر نبوده است.
القاب سوبک‌امساف شامل موارد زیر بود: همسر شاه (ḥm.t-nswt)، همسر بزرگ سلطنتی(ḥmt-nỉswt wr.t)، خنمت‌نفرحدجت (ẖnm.t-nfr-ḥḏ.t)، دختر شاه (z3.t-nỉswt) و خواهر شاه (zn.t-nswt).